# Campo Democracia de Timor-Leste
O Campo Democracia de Timor-Leste é um estádio de futebol em Díli, capital de Timor-Leste.
Localiza-se no leste da cidade e é utilizado principalmente para os jogos do Campeonato Timorense de Futebol, como opção ao estádio nacional. É também onde localiza-se a sede da Federação de Futebol de Timor-Leste, na avenida de mesmo nome.